# Filistion z Lokroj

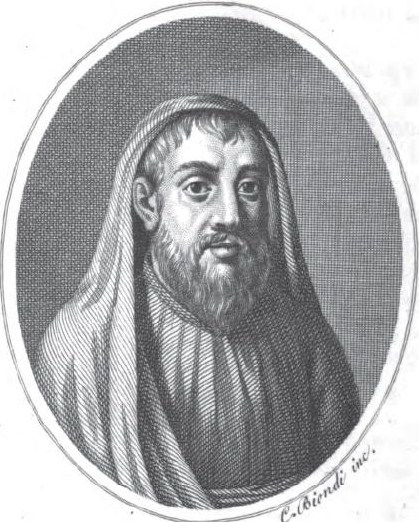
Filistion z Lokroj na XIX-wiecznej rycinie)

Filistion z Lokroj (IV wiek p.n.e.) – grecki lekarz, twórca teorii pneumatycznej, według której przyczyną chorób miały być zaburzenia w oddychaniu.